# Hungry Like the Wolf
«Hungry Like the Wolf» — песня британской группы Duran Duran с их второго студийного альбома Rio, изданного в 1982 году. Также вышла отдельным синглом.
Достигла 5 места в Великобритании.
Песня «Hungry Like the Wolf» в исполнении Duran Duran входит в составленный Залом славы рок-н-ролла список 500 Songs That Shaped Rock and Roll.